# Microgaster polita
Microgaster polita är en stekelart som beskrevs av Marshall 1885. Microgaster polita ingår i släktet Microgaster och familjen bracksteklar. Arten är reproducerande i Sverige. Inga underarter finns listade i Catalogue of Life.